# Incident diplomatique
 (octobre 2024).
En diplomatie, un incident diplomatique est un évènement qui, survenu sur la scène internationale entre deux États ou plus, est susceptible de nuire à leurs relations.

## Cause
Un incident diplomatique survient généralement pendant une période de paix relative entre les États et, en général, est inattendu. Il peut s'agir d'une action provocatrice délibérée ou non provenant de représentants de gouvernement, de forces armées régulières ou encore de citoyens liés ou présumés liés à un État[réf. souhaitée].

## Conséquences
Un incident diplomatique peut mener à l'expulsion d'ambassadeurs et de diplomates, voire à des conséquences plus graves, telles que des restrictions économiques (embargo), une rupture de négociations en cours, ou même un conflit militaire[réf. souhaitée].

## Autre sens
De nos jours, le terme incident diplomatique tend aussi à devenir une expression du langage courant, employée, en allusion au sens premier du terme, quand un évènement risque d'altérer les relations, la communication ou la compréhension entre plusieurs personnes[réf. souhaitée].

## Exemples d'incidents diplomatiques
- 30 avril 1830 : Affaire dite « du coup d'éventail » porté au consul de France par le Dey d'Alger, à l'origine de la conquête française de l'Algérie.
- 20 avril 1887 : l'affaire Schnæbelé est un important incident diplomatique entre la France et l'Allemagne
- En 1923, l’incident de Corfou désigne une crise diplomatique survenue entre la Grèce et l'Italie.
- 9 février 2001 : Collision entre l'Ehime Maru et l'USS Greeneville. Implique les États-Unis et le Japon.
- 1er avril 2001 : Incident de l'île d'Hainan entre les États-Unis et la Chine.
- En juillet 2013 : atterrissage forcé de l'avion présidentiel bolivien vers l'Autriche après que la France, l'Espagne et l'Italie[1] lui ont signifié leurs refus d'accès à leurs espaces aériens, mais en fait par crainte que Snowden soit à bord et que les États-Unis leur reprochent de permettre son transfert[2] : ces refus d'accès sont vivement dénoncés par la Bolivie, l'Équateur et d'autres pays d'Amérique du Sud[3],[4].
- 17 juillet 2014 : Vol 17 Malaysia Airlines abattu. Implique principalement l'Ukraine et la Russie.
- En septembre 2024 : l'assassinat du militant politique sikh Hardeep Singh Nijjar au Canada entraîne une crise diplomatique entre le Canada et l'Inde[5],[6].